# Robert Bruce (opera)
Robert Bruce è un pasticcio in tre atti del 1846, con musica di Gioachino Rossini e Louis Niedermeyer, su libretto francese di Alphonse Royer e Gustave Vaëz, tratto dall'History of Scotland di Walter Scott. La musica fu messa insieme da Niedermeyer, con il permesso del compositore, utilizzando brani tratti da La donna del lago, Zelmira, e altre opere di Rossini. Il lavoro ebbe la prima rappresentazione il 30 dicembre 1846, presso la Salle Le Peletier dell'Opéra di Parigi. Gli spettatori forse non se ne accorsero, ma l'orchestra includeva per la prima volta uno strumento di recente invenzione, il sassofono.

## Genesi dell'opera

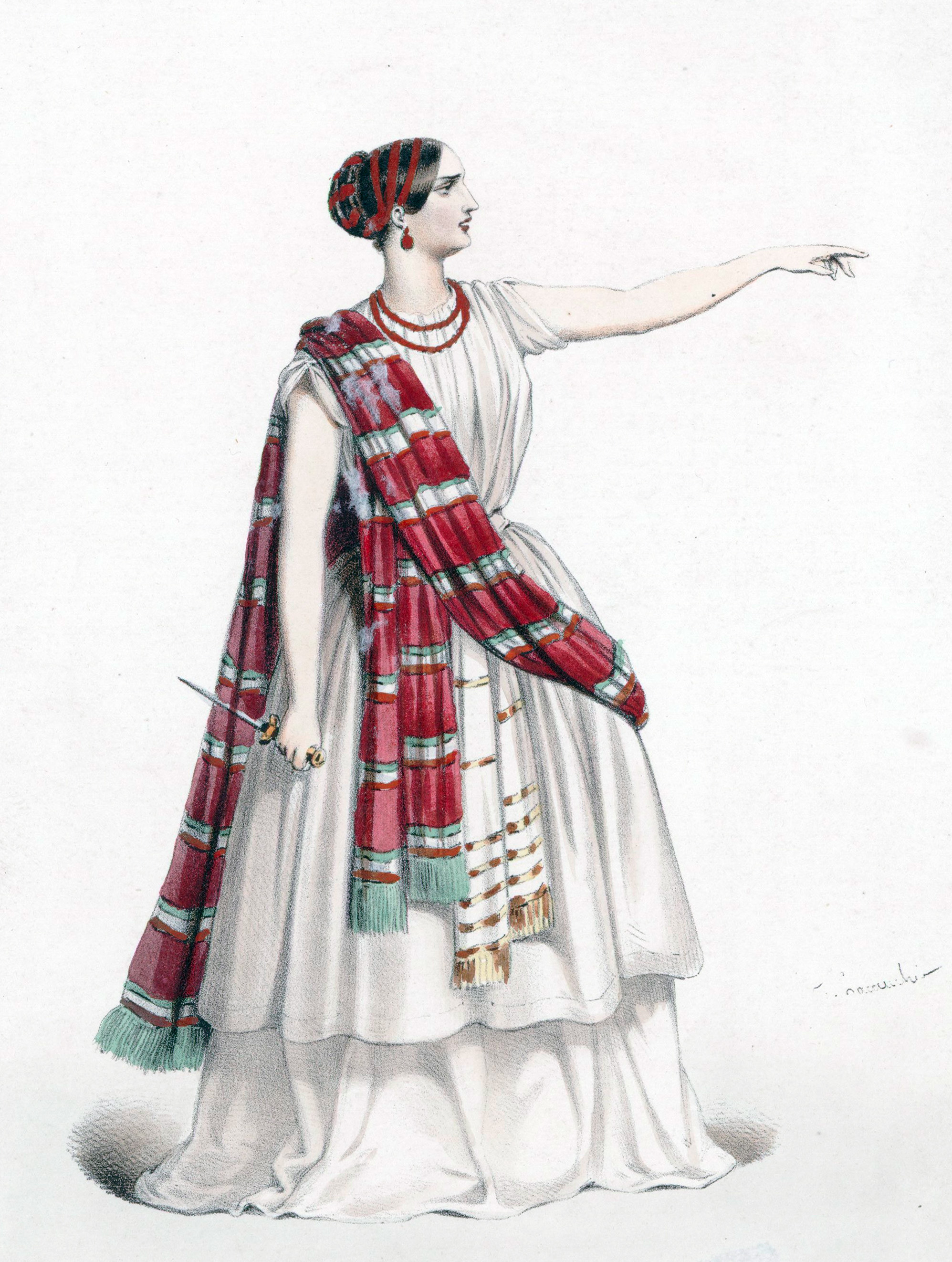
Rosina Stoltz interpreta Marie

Rossini, dopo il suo arrivo a Parigi nel 1843 per cure mediche, ricevette la visita di Léon Pillet, il direttore dell'Opéra. Pillet pregò Rossini di comporre un nuovo lavoro per la sua compagnia. Rossini rifiutò a causa della salute malferma, ma fece notare che la sua opera La donna del lago (1819), che secondo lui non era mai stata rappresentata in modo adeguato al Théâtre Italien di Parigi, sarebbe stata « la più adatta per i palcoscenici francesi, quella che più di altre ha bisogno dei vostri grandi cori, delle vostre magnifiche orchestre, dei vostri begli allestimenti. … Ora che avete Rosina Stoltz a vostra disposizione fareste bene ad approfittarne." Comunque, Pillet era riluttante a presentare un lavoro che sin dal 1824, nella sua versione italiana, era ben noto al pubblico parigino.
Rossini tornò a Bologna, dove nel giugno del 1846 incontrò nuovamente Pillet, questa volta accompagnato dal librettista Gustave Vaëz e da Louis Niedermeyer. Il risultato (per il quale fu coinvolto come coautore del libretto anche Alphonse Royer, che collaborava regolarmente con Vaëz) fu Robert Bruce, un elaborato pasticcio, basato su musiche non solo da La donna del lago e Zelmira, ma anche da Bianca e Falliero, Torvaldo e Dorliska, Armida, Mosè in Egitto, e Maometto secondo. Niedermeyer apparentemente scrisse i necessari recitativi.

## Première
Rossini naturalmente fu coinvolto nella collaborazione ma non assistette alla première parigina. La produzione comprendeva un balletto con i ballerini Lucien Petipa, Henri Desplaces, Adèle Dumilâtre e Maria Jacob, con coreografia di Joseph Mazilier. Le scene furono disegnate da Joseph Thierry (primo atto); Charles Cambon, Jules Dieterle ed Édouard Despléchin (secondo atto); e da René Philastre e Charles Cambon (terzo atto). I costumi furono disegnati da Paul Lormier. Il lavoro ebbe un moderato successo, ma fu oggetto di molte critiche da parte, tra gli altri, di Hector Berlioz.

### Interpreti della première
| Personaggio   | Interprete      |
| ------------- | --------------- |
| Robert Bruce  | Paul Barroilhet |
| Edoardo II    | Louis Paulin    |
| James Douglas | Raffaele Anconi |
| Marie         | Rosina Stoltz   |
| Dickson       | Bessin          |
| Nelly         | Maria Nau       |
| Arthur        | Jérémie Bettini |
| Morton        | Rommy           |
| Paggio        | Moisson         |

## Struttura musicale
La seguente ripartizione dei numeri musicali si riferisce alla versione italiana del libretto.
- Sinfonia

### Atto I
- N. 1 - Introduzione e Cavatina di Bruce Roberto! A quali angosce - E che! Fra voi la tema! (Coro, Bruce, Duglas)
- N. 2 - Coro Lancastro!... Ah per pietà! (Coro, Morton, Arturo)
- N. 3 - Cavatina di Maria Caro e ridente lago
- N. 4 - Duetto fra Arturo e Maria Io scordarti! Oh amor funesto!
- N. 5 - Coro e Canzone di Nelly Amanti: or qui accorrete - Sta, o vergin, all'erta (Coro, Nelly, Dickson)
- N. 6 - Cavatina di Edoardo La gloria è bella
- N. 7 - Finale I O celeste provvidenza (Arturo, Nelly, Dickson, Paggio, Morton, Coro, Edoardo)

### Atto II
- N. 8 - Cavatina di Douglas Ah! Mia figlia, perdona l'affanno
- N. 9 - Aria di Maria Reggimi, o casto amore
- N. 10 - Terzetto fra Bruce, Maria ed Arturo Oh quanto ti deggio (Bruce, Maria, Arturo, Morton, Coro)
- N. 11 - Quartetto Il cielo pietoso (Bruce, Duglas, Maria, Arturo, Coro)
- N. 12 - Finale II Il canto del Bardo (Coro, Nelly, Bruce, Duglas)

### Atto III
- N. 13 - Cavatina di Bruce Ah! Non lontano è il dì
- N. 14 - Coro Silenziosi la spada s'impugni
- N. 15 - Coro e Canzone a ballo Beviam! beviam! convien goder - Montanine giovinette (Coro, Edoardo)
- N. 16 - Finale III La morte che t'attende (Maria, Arturo, Nelly, Edoardo, Dickson, Morton, Coro, Bruce, Duglas)

## Discografia
| Anno | Interpreti (Robert Bruce, Marie, Nelly, Eduard II, Douglas)                           | Direttore, Orchestra e Coro | Etichetta               |
| ---- | ------------------------------------------------------------------------------------- | --- | ----------------------- |
| 2002 | Nicolas Rivenq, Iano Tamar, Inga Balabanova, Davide Cicchetti, Massimiliano Chiarolla | Paolo Arrivabene, Orchestra Internazionale d'Italia e Bratislava Chamber Choir, (Registrato dal vivo al Palazzo Ducale di Martina Franca, durante il Festival della Valle d'Itria) | CD: Dynamic CDS 421/1-2 |